# Aimangala, Hiriyur
Aimangala là một làng thuộc tehsil Hiriyur, huyện Chitradurga, bang Karnataka, Ấn Độ.